# Mumbo Jumbo (frase)
En inglés mumbo jumbo es una expresión para referirse a un lenguaje absurdo o incomprensible. La frase se usa a menudo como crítica a formas de expresarse enrevesadas como el lenguaje jurídico o el empresarial.
También se usa para referirse a prácticas supersticiosas o rituales incomprensibles.

## Origen
La Enciclopedia Espasa define "mumbo yumbo" como: "Espantajo o fantasmón extraño descrito por Mungo Park como usado en todos los pueblos mandingos de África y empleado para atemorizar o castigar a las mujeres indígenas. Después de varias ceremonias, la delincuente es entregada a Mumbo Yumbo, quien la desnuda, la ata y la azota con un vergajo."
Ishmael Reed escribió en 1972 una novela llamada Mumbo Jumbo, la cual incluye una etimología sacada del American Heritage Dictionary que hace derivar la frase del mandingá mā-mā-gyo-mbō, que significa "mago que hace que se vayan los espíritus problemáticos".